# Колобово (Вологодская область)
Колобово — деревня в Чагодощенском районе Вологодской области.
Входит в состав Белокрестского сельского поселения, с точки зрения административно-территориального деления — в Белокрестский сельсовет.
Расстояние по автодороге до районного центра Чагоды — 17 км, до центра муниципального образования села Белые Кресты — 16,5 км. Ближайшие населённые пункты — Костылева Гора, Мардас, Трухново.
По переписи 2002 года население — 19 человек.